# Saint-Germain-en-Montagne
Saint-Germain-en-Montagne és un municipi francès situat al departament del Jura i a la regió de Borgonya - Franc Comtat. L'any 2007 tenia 401 habitants.

## Demografia

### Població
El 2007 la població de fet de Saint-Germain-en-Montagne era de 401 persones. Hi havia 160 famílies de les quals 40 eren unipersonals (12 homes vivint sols i 28 dones vivint soles), 52 parelles sense fills, 56 parelles amb fills i 12 famílies monoparentals amb fills.
La població ha evolucionat segons el següent gràfic:
Habitants censats

### Habitatges
El 2007 hi havia 195 habitatges, 167 eren l'habitatge principal de la família, 23 eren segones residències i 5 estaven desocupats. 162 eren cases i 32 eren apartaments. Dels 167 habitatges principals, 127 estaven ocupats pels seus propietaris, 32 estaven llogats i ocupats pels llogaters i 8 estaven cedits a títol gratuït; 10 tenien dues cambres, 31 en tenien tres, 50 en tenien quatre i 76 en tenien cinc o més. 158 habitatges disposaven pel capbaix d'una plaça de pàrquing. A 75 habitatges hi havia un automòbil i a 82 n'hi havia dos o més.

### Piràmide de població
La piràmide de població per edats i sexe el 2009 era:
| Homes | Edats   | Dones |
| ----- | ------- | ----- |
| 0     | 95 o +  | 0     |
| 0     | 90 a 94 | 0     |
| 0     | 85 a 89 | 0     |
| 0     | 80 a 84 | 4     |
| 12    | 75 a 79 | 0     |
| 8     | 70 a 74 | 4     |
| 12    | 65 a 69 | 12    |
| 8     | 60 a 64 | 20    |
| 8     | 55 a 59 | 12    |
| 0     | 50 a 54 | 16    |
| 28    | 45 a 49 | 12    |
| 8     | 40 a 44 | 8     |
| 12    | 35 a 39 | 16    |
| 28    | 30 a 34 | 20    |
| 16    | 25 a 29 | 16    |
| 0     | 20 a 24 | 4     |
| 8     | 15 a 19 | 12    |
| 0     | 10 a 14 | 12    |
| 24    | 5 a 9   | 16    |
| 8     | 0 a 4   | 20    |

## Economia
El 2007 la població en edat de treballar era de 256 persones, 194 eren actives i 62 eren inactives. De les 194 persones actives 184 estaven ocupades (96 homes i 88 dones) i 10 estaven aturades (3 homes i 7 dones). De les 62 persones inactives 23 estaven jubilades, 19 estaven estudiant i 20 estaven classificades com a «altres inactius».

### Ingressos
El 2009 a Saint-Germain-en-Montagne hi havia 175 unitats fiscals que integraven 443 persones, la mediana anual d'ingressos fiscals per persona era de 16.778 €.

### Activitats econòmiques
Dels 7 establiments que hi havia el 2007, 2 eren d'empreses de fabricació d'altres productes industrials, 1 d'una empresa de construcció, 1 d'una empresa de transport, 1 d'una empresa d'hostatgeria i restauració, 1 d'una empresa de serveis i 1 d'una entitat de l'administració pública.
Dels 2 establiments de servei als particulars que hi havia el 2009, 1 era una lampisteria i 1 restaurant.
L'any 2000 a Saint-Germain-en-Montagne hi havia 5 explotacions agrícoles.

## Equipaments sanitaris i escolars
El 2009 hi havia una escola elemental integrada dins d'un grup escolar amb les comunes properes formant una escola dispersa.

## Poblacions més properes
El següent diagrama mostra les poblacions més properes.